# Mossaka (distrikt i Kongo-Brazzaville)
Mossaka är ett distrikt i Kongo-Brazzaville. Det ligger i departementet Cuvette, i den centrala delen av landet, 400 km norr om huvudstaden Brazzaville.